# Xenochroma dyschlorata
Xenochroma dyschlorata är en fjärilsart som beskrevs av W. Warren 1914. Xenochroma dyschlorata ingår i släktet Xenochroma och familjen mätare. Inga underarter finns listade i Catalogue of Life.